# Нова Суха (Венґровський повіт)
Нова Суха (пол. Nowa Sucha) — село в Польщі, у гміні Ґрембкув Венґровського повіту Мазовецького воєводства.
Населення — 92 особи (2011).

## Демографія
Демографічна структура станом на 31 березня 2011 року:
|          | Загалом | Допрацездатний вік | Працездатний вік | Постпрацездатний вік |
| -------- | ------- | ------------------ | ---------------- | -------------------- |
| Чоловіки | 51      | 8                  | 37               | 6                    |
| Жінки    | 41      | 9                  | 20               | 12                   |
| Разом    | 92      | 17                 | 57               | 18                   |